# Lapovac (jezero)
Lapovac je umjetno jezero koje se nalazi 3 km od središta grada Našica. Glavno je i najposjećenije izletište Našičana.

## Opis
Nastalo je 1993. godine, izgradnjom brane na potoku Lapovac i tako je spriječeno poplavljivanje naselja nizvodno. Ukupna površina je oko 80 hektara, a prosječna dubina je 4 metara. Jezero i jezerska okolica je uređena, pa ga posjetitelji koriste za odlaske na piknik, ribolov i kupanje. Pored izletničkog, Lapovac je ostvario i športsku namjenu, pa se na njemu održavaju i športska natjecanja, među ostalim bilo je mjestom održavanja europskog prvenstva u kajaku.
Jezero je bogato ribom, kojom gospodari ŠUD "Šaran" Našice, a također se održavaju natjecanja u sportskom ribolovu.

## Vanjske poveznice
- TZ Našice  Arhivirana inačica izvorne stranice od 21. srpnja 2011. (Wayback Machine) Lapovac
- Lapovac  Arhivirana inačica izvorne stranice od 27. svibnja 2015. (Wayback Machine) Slike
- Lapovac  Arhivirana inačica izvorne stranice od 27. svibnja 2015. (Wayback Machine) Slike